# Petrojet (azienda)
Petrojet è una compagnia petrolifera egiziana.
La compagnia si occupa di fornire progetti integrati alle industrie chimiche e petrolifere in Egitto e Medio Oriente. Fondata nel 1975 con la Legge sugli investimenti n. 43 del 1974, occupa oltre 26.000 persone. L'azionista di maggioranza di Petrojet è l'Egyptian General Petroleum Corporation (EGPC), che possiede il 97% delle quote; la parte restante è di proprietà delle Engineering for the Petroleum & Process Industries (ENPPI) con il 2% e l'EGPC Workers Social Services & Buildings Fund con l'1%
L'azienda è proprietaria di un'omonima squadra di calcio, il Petrojet Football Club.